# Langshout (houtvlak)
Langshout is het vlak dat ontstaat door een boom of stuk hout in de groeirichting door te zagen. Ten opzichte van kopshout, hout dat haaks op de groeirichting is doorgezaagd, zijn er vaak verschillen in de houteigenschappen, -bewerking en praktische toepassing.
Over het algemeen is onder meer langshout t.o.v. kopshout zachter en minder bestand tegen drukkrachten (zie Janka). Het drogen van hout en indringen van vocht vindt sneller plaats via de kopse kant dan via het langshout. Ook houtbewerking en het meest geschikte gereedschap zoals bij zaag- en schaafwerk, kan verschillen tussen beide vlakken. Het zagen in de groeirichting van het hout heet schulpen. Onder meer bij deze houtbewerking is het gereedschap menigmaal anders vormgegeven. 